# بالبو رويز باريرو
بالبو رويز باريرو (بالإسبانية: Pablo Ruiz Barrero)‏ (25 فبراير 1981 بإشبيلية في إسبانيا - ) هو لاعب كرة قدم إسباني في مركز الدفاع. لعب مع ريال مورسيا ونادي إشبيلية ونادي ساباديل ونادي قرطبة ونادي كارتاخينا.

## وصلات خارجية
- بالبو رويز باريرو على موقع قاعدة بيانات كرة القدم.إي يو (الإنجليزية)
- بالبو رويز باريرو على موقع Soccerway.com (الإنجليزية)
- بالبو رويز باريرو على موقع AS.com (الإسبانية)